# Лук в геральдике
Лук — искусственная негеральдическая гербовая фигура.
Эмблема защиты, войны и воинственности, очень распространена в родовых и территориальных гербах.
Европейские составители  гербов и знатоки геральдики, принимая во внимание благороднейшее классическое прошлое лука, приписывали ему "доблестный досуг и решительный характер", а если в красном поле и серебряной тетивой, то "силу авторитета, руководствующегося разумом и сохранением чистой совести".

## Символизм
Лук — древнейшее метательное оружие, предназначенное для стрельбы у всех народов мира.
В эпоху античности и классицизма — лук, стрела и сердце олицетворяли эмблему любви и являлись атрибутом Амуров и Купидонов, посланцев любви.
Эмблема лука используется в различных смысловых нагрузках и несмотря на свою архаичность, удержалась до наших дней, довольно прочно вошла в современную государственную геральдику ряда африканских и азиатских государств. В современных африканских странах лук и стрела чаще всего являются эмблемой готовности сохранить свою национальную самобытность и независимость и поэтому данная эмблема не может рассматриваться, как вооружение. Именно в этом смысле они помещены в гербы государств: Мали, Руанда, Того, Непал, Иордании.
В польской геральдике известны: герб Лук, Гипоцентавр, Исаевичи.
В русской геральдике применение лука нашлось в территориальных гербах, где он изображён на гербах городов: Ачинск, Вятка и Вятской губернии, городов и областей Сибири, где указывало на лесистость, промысловое охотничье хозяйство и на населённость их дикими народами и племенами.
В родовых гербах свидетельствует: о древнем роде, либо о восточном происхождении родоначальника, либо о военном происхождении предков гербовладельца. В гербах можно встретить изображение лука с натянутой тетивой выходящей их облака. В русских дворянских родах эмблему использовали: Акинфовы, Алеевы, Аракчеевы, Аристовы, Астаховы, Бакаевы, Барановы, Бартенёвы, Биркины, Богдановы, Борзовы, Венгерские, Венюковы, Вырубовы, Глебовы, Голенищевы, Горихвостовы, Давыдовы, Деменковы, Долгово-Сабуровы, Дурасовы, Жадовские и другие.

## Изображение
В геральдике может использоваться, как главная, сопровождающая или второстепенная фигура. Значение весьма разнообразно и во многом зависит от сопутствующих атрибутов: колчана со стрелами, количества стрел, тетивы и её положения (натянута или нет, отсутствие):
- Лук с тетивой — такое положение называется "покой".
- Лук с натянутой тетивой — показывает готовность;
- Лук с натянутой тетивой и стрелой — эмблема готовности к бою;
- Лук без тетивы — эмблема разоружения;

Обычное положение лука в гербе — столбом, с тетивой в правой стороне щита.

## Использование

### Главная фигура
- Лук
- Аракчеевы
- Свободный
- Великие Луки
- Курмыш
- Пирятин
- Ачинск
- Киров
- Куопио
- Миккели

### Сопровождающая фигура
- Языковы

### Второстепенная фигура
- Апраксины
- Новосибирск